# Imnuri homerice
Imnurile homerice (în greacă veche Ὁμηρικοὶ ὕμνοι, transliterat: Homērikoì húmnoi) sunt o serie de treizeci și trei de poeme care celebrează zeii mitologiei elene. Scrise în hexametru dactilic, și folosind formulări similare cu cele Iliada și Odiseea, imnurile au fost atribuite în mod tradițional rapsodului Homer. Cu toate acestea, cercetătorii moderni susțin ideea că poemele nu au fost compuse în timpul vieții sale.
În cuvintele traducătorului Ion Acsan: „Umbra lui Homer a fost învinuită că și-a însușit paternitatea unor epopei geniale, roadele muncii unui lung șir de aezi, „redactori” sau „editori” anonimi. Capodoperele nu apar din neant și nici Sofocle, nici Goethe nu l-au inventat pe Oedip sau pe Faust, dar după ce ei au înzestrat cele două spectre cu nemurirea artei, nimeni nu le-a reproșat nimic”.

## Istorie
În prezent, se consideră că majoritatea imnurilor homerice datează din secolele VII–V î.Hr., reprezentând astfel unele dintre mai vechi repere ale literaturii antice grecești. Cu toate acestea, câteva poeme din colecție par să aparțină erei elenistice, iar imnul „Către Ares” este crezut a fi o lucrare păgână târzie, inserată atunci când s-a observat că lipsea un imn pentru zeul Ares. Imnurile lui Helios și Selene sunt, de asemenea, considerate a fi fost compuse mai târziu decât celelalte. Specialistul Walter Burkert a sugerat că imnul „Către Apolo”, atribuit de o sursă antică lui Cynaethus din Chios, a fost compus în 522 î.Hr. pentru a fi interpretat la neobișnuitul dublu festival organizat de tiranul Policrate din Samos, pentru a-l onora pe zeul din Delos și din Delphi.
Imnurile, care sunt probabil să fie rămășițele unui gen cândva mai puternic reprezentat, variază foarte mult în lungime, unele fiind scurte de cinci sau șase versuri, în timp ce altele depășesc două sute de versuri. Cele lungi prezintă semne că au fost asamblate din materiale disparate preexistente, și cuprind o invocație, o laudă și o narațiune extinsă. În cele mai scurte, elementul narativ lipsește. Principalele imnuri sunt cele către Hermes (580 de versuri), Apolo (546 de versuri), Demetra (495 de versuri) și Afrodita (293 de versuri).
O descoperire întâmplătoare la Moscova, în 1777, a recuperat cele două imnuri care deschid colecția, fragmentarul „Către Dionisos” și „Către Demetra” (complet, cu excepția unor versuri lacunare), într-un singur manuscris al secolului al XV-lea.
Cele treizeci și trei de imnuri elogiază majoritatea zeilor majori ai religiei grecești. Un al treizeci și patrulea, „Către gazde”, nu este un imn, ci un memento că ospitalitatea este o datorie sacră impusă de zei.

## Conținut

### „Către Afrodita”

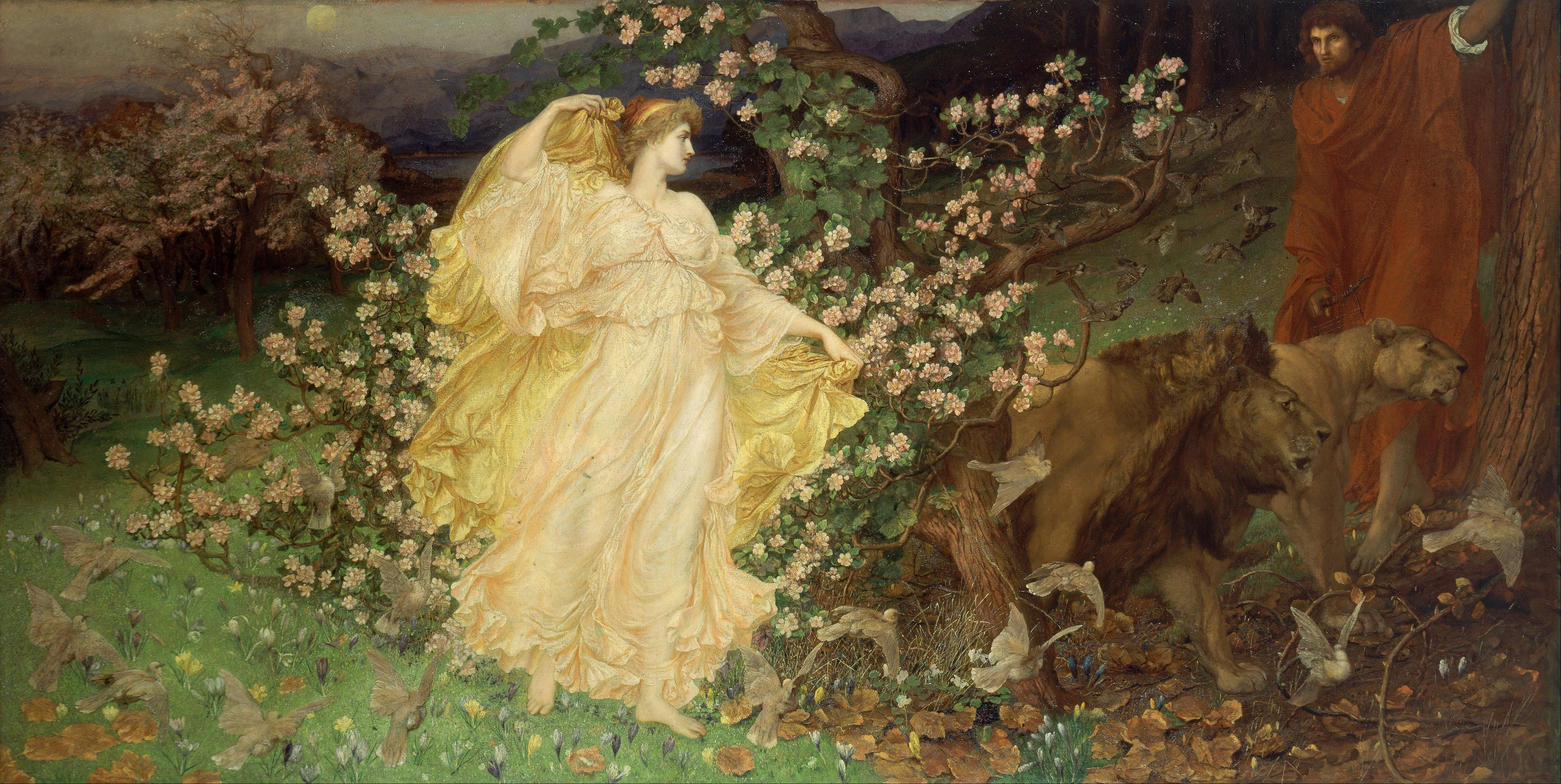
Afrodita se prezintă în fața lui Anchise.
(tablou de William Blake Richmond)

Poemul specifică rolul Afroditei în rândul Olimpienilor. Aceasta sădește dragostea în zei, făcându-i să cadă în vraja iubirii muritorilor. De la delict sunt ferite doar războinica Atena, arcașa Artemis și neprihănita Hestia. Zeus, principala victimă a Afroditei, se răzbună pe zeiță trezindu-i dorința să se unească cu Anchise, un păstor de vite de pe muntele Ida. Așadar, Afrodita coboară în Cipru și se pregătește de întâlnirea cu tânărul muritor. Parfumată și însoțită de o ceată de lupi, urși și lei, zeița călătorește apoi în preajma colibei lui Anchise, unde îl zărește singur. Afrodita se dă drept o virgină frigiană, adusă în zbor de către Hermes, și îl roagă pe păstor să o facă soția lui. Anchise este înnebunit de setea trupească, și o dezbracă pe zeiță. Cei doi cad la așternut.
După actul sexual, Afrodita îl adoarme pe Anchise, pentru a se îmbrăca. Urmează să-și arate adevărata identitate. Înfricoșat de pedeapsa pentru apropierea de o divinitate, Anchise imploră iertare. Afrodita îi expune, în schimb, poveștile frumoase de dragoste dintre zei și muritori, ca cea cu Zeus și Ganymede, sau cea cu Eos și Tithonos. Prevestind nașterea fiului lor, Enea, zeița îi ordonă păstorului să nu povestească nimănui ce s-a întâmplat întrei ei.

### „Către Apolo”
Prima parte a poemului, Către Apolo Delianul, prezintă mitul nașterii lui Apolo. Având-o deja născută pe Artemis la Ortygia, zeița Leto caută un loc potrivit pentru aducerea pe lume a celui de-al doilea său copil. Ținuturile, de la Cnidos, la Lesbos sau Milet, îi refuză rugămințile. Insula Delos o primește, în schimb, după lungi jurăminte că fiul lui Leto va ține cont de această găzduire, și nu va uita de locul său de baștină. Înconjurată de Themis, Rheea și Amfitrita, gesta este oprită de la naștere timp de nouă zile, până când zeițele o trimit pe Iris să o aducă în ajutor pe Illythia. Aceasta era ținută în Olimp de Hera, geloasă pe Leto pentru iubirea cu soțul ei, Zeus.  Cu ajutorul moașei divine, Apolo „a țâșnit spre soare”.
A doua parte a poemului, Suita pythică, clarifică originea întemeierii cultului lui Apolo, și a oracolului din Delphi. Zeul cutreieră întreaga Eladă în căutarea unui spațiu propice pentru ridicarea templului său. La marginea unui pârâu o întâlnește pe Telfusa, o nimfă ce îl sfătuiește să-și construiască sanctuarul la Delphi. Aceasta dorea în secret ca laturile pârâului supravegheat să rămână numai ale sale. Zeul îi urmează spusele, și călătorește în ținutul dorit, doar ca să fie întâmpinat de Pyhton, un șarpe înfiorător. Arcașul îl ucide pe loc, și, dându-și seama de șiretlic, se întoarce la Telfusa. Ca pedeapsă, zeul astupă cu pietre cursul de apă al nimfei. Urmează ca Apolo să întâlnească navigatorii care aveau să devină practicanții cultului său. Aceștia sunt învățați de zeu cum să oficieze sacrificii.

### „Către Demetra”
Persefona este fiica Demetrei, zeița cu „frumoase plete”, care guvernează peste toate roadele pământului. Tatăl fetei, Zeus, cade de acord să o mărite cu Hades, stăpânul Infenului. Acesta o răpește pe Persefona în carul său de aur, ferindu-i țipetele de orice salvator. Demetra începe, astfel, căutarea odraslei pierdute.

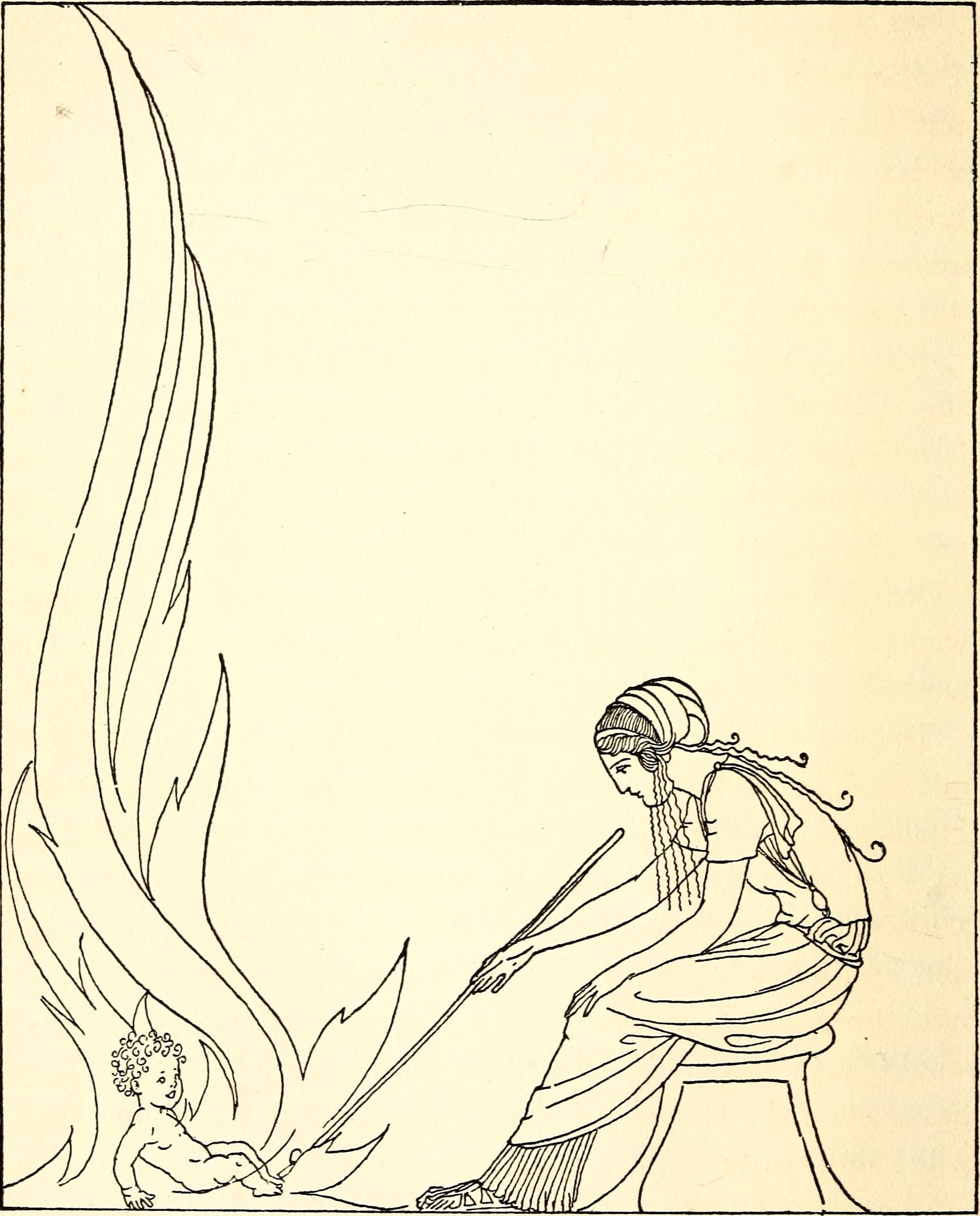
Demetra îl trece prin foc pe Demophon.
(ilustrație din 1921)

După consultări cu Hecate și Helios, zeița se deghizează într-o bătrână sărmană, și pornește spre cetatea Eleusis. La marginea unei fântâni, face cunoștință cu cele patru fete ale regelui Keleos și ale reginei Metanira. Acestea duc vorba la tatăl lor, și o primesc pe bătrână la curte, ca doică pentru fiul Demophon. Demetra se atașează de copil, și se decide să-l facă nemuritor. Ca să-l ocrotească de bătrânețe, zeița trece băiatul prin foc. Stând la pândă, regina o vede și o oprește din ritual. Acest lucru o înfurie pe Demetra, care își dezvăluie adevărata identitate, și blestemă Eleusis. Ca să fie iertați, elenii construiesc un templu în care zeița să-și poată desfășura misterele. Demetra se mută în templu și farmecă un an de sărăcie peste omenire. 
Zeus observă disperarea oamenilor, și o trimite pe Iris să o cheme pe Demetra înapoi în Olimp. Zeița agriculturii refuză, cerând să-și revadă fiica. Zeus îl trimite atunci în Infern pe mesagerul Hermes. Hades o lasă pe Persefona să plece, dându-i să muște din „sâmburele dulce al rodiei”. Astfel, zeul se asigură că soția lui se va întoarce la el. 
În final, mama este reunită cu fiica sa. Fiindcă a consumat din rodie, Persefona trebuie să petreacă o treime din an în adâncuri, și doar două treimi să locuiască în ceruri, alături de Demetra. După revedere, zeița grânelor redă viața pe Pământ.

### „Către Hermes”
Hermes este produsul iubirii dintre Zeus și pleiada Maia. Conceperea și nașterea lui Hermes au avut loc în peștera Kyllini din Peloponez. Un bebeluș precoce, zeul se diferențiază de alți prunci prin cât de repede își începe seria de năzbâtii. Primul lucru pe care îl face este să găsească o țestoasă, s-o omoare, și să-i transforme carapacea într-un nou instrument muzical, lira. Lovind corzile din măruntaie de oaie, Hermes cântă amorul părinților săi. I se face apoi poftă de carne, așa că fură noaptea cincizeci dintre vitele sacre ale lui Apolo. Ca să nu fie descoperit, Hermes face ca vacile să meargă cu spatele, el însuși mergând anapoda. Își realizează o pereche de încălțări, și aprinde primul foc. Cu carnea a două vite sacrificate, Hermes închină o ofrandă celor doisprezece zei, incluzându-se și pe sine. Urmează ca zeul să ascundă celelalte animale, și să se întoarcă acasă, prezentându-i mamei sale planul de a avea un loc în Olimp.
Dimineața, Apolo începe căutarea cornutelor furate. Se întâlnește cu un bătrân care îl zărise pe Hermes cu o zi înainte, și îi cere informații. Apolo ajunge apoi la peștera Maiei, și îl mustră pe Hermes să îi dezvăluie locația vitelor sale, dar acesta neagă orice implicare, afirmând că un copil nu este capabil să fure. Altercația dintre frați continuă până când cei doi duc problema la tatăl lor, Zeus. Recunoscând șiretlicurile noului-născut, Zeus izbucnește în râs, și îi ordonă lui Hermes să dezvăluie ascunzătoarea vitelor. Zeul își respectă sentința, și îl îmbunează, într-un final, pe Apolo, cântând pentru el la liră, și oferindu-i-o cadou.

## Lista
- „Către Afrodita” (I), 293 de versuri
- „Către Afrodita” (II), 21 de versuri
- „Către Afrodita” (III), 6 versuri
- „Către Apolo” (I), 546 de versuri
- „Către Apolo” (II), 5 versuri
- „Către Ares”, 17 versuri
- „Către Artemis” (I), 9 versuri
- „Către Artemis” (II), 22 de versuri
- „Către Atena” (I), 18 versuri
- „Către Atena” (II), 5 versuri
- „Către Asclepios”, 5 versuri
- „Către Demetra” (I), 495 de versuri
- „Către Demetra” (II), 3 versuri
- „Către Dionisos” (I), 59 de versuri
- „Către Dionisos” (II), 13 versuri
- „Către Dionisos” (III), 21 de versuri
- „Către Dioscuri” (I), 19 versuri
- „Către Dioscuri” (II), 5 versuri
- „Către Glie, mama tuturor”, 19 versuri
- „Către Hefaistos”, 8 versuri
- „Către Helios”, 19 versuri
- „Către Hera”, 5 versuri
- „Către Heracle”, 9 versuri
- „Către Hermes” (I), 580 de versuri
- „Către Hermes” (II), 12 versuri
- „Către Hestia (I)”, 14 versuri
- „Către Hestia (II)”, 5 versuri
- „Către Mama zeilor”, 6 versuri
- „Către Muze”, 7 versuri
- „Către Pan”, 49 de versuri
- „Către Poseidon”, 7 versuri
- „Către Selene”, 20 de versuri
- „Către Zeus”, 4 versuri